# Obuchi Yūko
Obuchi Yūko (kanji: 小渕 優子, sinh ngày 11 tháng 11 năm 1973) là một nữ chính khách Nhật Bản, đảng viên Đảng Dân chủ Tự do, đại biểu Hạ viện và từng là Bộ trưởng Bộ trưởng Kinh tế, Thương mại và Công nghệp. Bà là con gái của cố Thủ tướng Obuchi Keizō.
Bà Obuchi Yūko sinh ra và lớn lên tại Bunkyō, Tokyo. Lúc nhỏ, học mầm non và tiểu học tại trường Seibi Gakuen; sau đó học tại trường trung học cơ sở và trung học phổ thông Seijō Gakuen. Bà tốt nghiệp khoa kinh tế của Đại học Seijō. Từ tháng 9/2005 đến tháng 9/2006, bà học thạc sĩ ngành quản trị công tại Đại học Waseda.
Sau khi tốt nghiệp đại học, bà trở thành trợ lý đạo diễn chương trình Hanamaru Market của đài TBS. Khi ngài Obuchi Keizō nhậm chức Thủ tướng vào năm 1998, bà Obuchi Yūko rời TBS, trở thành thư ký riêng của cha. Tháng 5 năm 2000, khi ngài Obuchi Keizō qua đời, bà Obuchi Keizō quyết định tham gia chính trị và ứng cử ở khu bầu cử số 5 tỉnh Gunma trong đợt tổng tuyển cử hạ viện tháng 6/2000 với tư cách là đảng viên Đảng Dân chủ Tự do. Bà trúng cử ngay đợt đầu này và cũng liên tục trúng cử trong các đợt tuyển cử tiếp theo cho tới nay. Ngay cả hồi năm 2009, khi Đảng Dân chủ Tự do thất thế, bà vẫn trúng cử.
Năm 2006 (khi mới chưa tròn 33 tuổi), bà trở thành Bộ trưởng Bộ trưởng Giáo dục, Văn hóa, Thể thao, Khoa học và Công nghệ trong nội các của Thủ tướng Abe Shinzō. Năm 2008, bà làm Bộ trưởng đặc trách vấn đề bình đẳng giới và vấn đề sinh ít trong nội các của Thủ tướng Asō Tarō. Khoảng thời gian từ năm 200 đến cuối năm 2012, bà liên tục phụ trách đối sách tranh cử cho Nakasone Hirofumi và Fukuda Yasuo và đảm đương một số trách nhiệm quan trọng của Đảng Dân chủ Tự do.
Tháng 12 năm 2012, Abe Shinzō trở lại làm Thủ tướng, Obuchi Yūko được mời ra làm Thứ trưởng Bộ Tài chính. Tháng 10/2013, bà từ nhiệm để trở thành Chủ nhiệm Ủy ban Văn hóa, Giáo dục và Khoa học của Hạ viện Nhật Bản.
Ngày 3 tháng 9 năm 2014, Thủ tướng Abe Shinzō điều chỉnh nội các, và bà Obuchi Yūko được mời làm Bộ trưởng Bộ Kinh tế và Công nghiệp kiêm Bộ trưởng Đặc trách vấn đề hỗ trợ và bồi thường cho nạn nhân sự cố nhà máy điện hạc nhân.

## Quan điểm
Bà Obuchi Yūko ủng hộ việc vợ chồng mang họ khác nhau nếu muốn; ủng hộ tư nhân hóa các doanh nghiệp nhà nước.

## Cá nhân
Bà Obuchi Yūko kết hôn vào tháng 12/2004 với ông Seitoguchi Atsuaki. Hai ông bà gia nhập TBS cùng một thời gian. Vợ chồng Obuchi Yūko có hai con trai.